# Tarsoporosus kugleri
Espèce
Synonymes
- Diplocentrus kugleri Schenkel, 1932

Tarsoporosus kugleri est une espèce de scorpions de la famille des Diplocentridae.

## Distribution
Cette espèce est endémique de l'État de Falcón au Venezuela,. Elle se rencontre vers Acosta et Zamora.

## Description
Le mâle décrit par Francke en 1978 mesure 52,30 mm et la femelle 47,90 mm.

## Systématique et taxinomie
Cette espèce a été décrite sous le protonyme Diplocentrus kugleri par Schenkel en 1932. Elle est placée dans le genre Tarsoporosus par Francke en 1978.

## Étymologie
Cette espèce est nommée en l'honneur de Hans Gottfried Kugler (1893–1986).

## Publication originale
- Schenkel, 1932 : Notizen über einige Scorpione und Solifugen. Revue suisse de Zoologie, vol. 39, no 15, p. 375-396.